# ドラゴンクエストライブスペクタクルツアー
『ドラゴンクエストライブスペクタクルツアー』は、スクウェア・エニックスのコンピュータRPG「ドラゴンクエストシリーズ」を原作とした舞台作品。

## 概要
2016年5月27日に誕生30周年を迎えたドラゴンクエスト30周年プロジェクトの一つで、最先端テクノロジーと身体芸術を融合させて制作された、観客参加型ライブエンターテインメントショーである。ステージデザインを手掛けるのは、2008年北京オリンピックや2012年ロンドンオリンピックの開会式を手掛けてきた、ロンドンに拠点を置く舞台装置の最高峰と呼ばれるStufishのレイ・ウィンクラー。映像およびプロジェクション・デザインは、世界水準レベルで実力派と認められている、BART KRESA STUDIO が担当。
ストーリーのベースとなっているのは、「ドラゴンクエストシリーズ」の中でも、発売日には量販店の前に数キロメートルの行列ができるなどの社会現象を巻き起こした名作と名高い『ドラゴンクエストIII そして伝説へ…』である。その世界観に『ドラゴンクエストI』から『X』までのキャラクターやモンスターも登場するという、ナンバリングタイトルの外伝である『ドラゴンクエストヒーローズ』を彷彿とさせる構成となっている。

## 公演リスト
さいたま公演
2016年7月22日 - 2016年7月31日　さいたまスーパーアリーナ
福岡公演
2016年8月5日 - 2016年8月7日　マリンメッセ福岡
名古屋公演
2016年8月12日 - 2016年8月14日　日本ガイシホール
大阪公演
2016年8月18日 - 2016年8月22日　大阪城ホール
横浜公演
2016年8月26日 - 2016年8月31日　横浜アリーナ

## 主要キャスト
- 勇者 - 松浦司
- テリー - 風間俊介
- アリーナ - 中川翔子
- ヤンガス - 田尻茂一→清水順二
- パノン - 田中精
- トルネコ - 芋洗坂係長／我善導
- ビアンカ - 富田麻帆
- フローラ - 杉本朝陽
- オルテガ - 柳瀬大輔
- クリフト - 福地教光
- マーニャ - 山根海音
- ミネア - 参河智嘉
- 竜の女王 - 高橋洋子

## 歴代勇者キャスト
- 1勇者 - 泉野翔大（現：イルカ野）[2]
- 2勇者 - 岩熊俊介[3]
- 3勇者 - 松浦司
- 4勇者 - 山口法仁
- 5勇者 - 不明
- 6勇者 - 北川裕貴
- 7勇者 - 不明
- 8勇者 - 不明
- 9勇者 - 不明
- 10勇者 - 長谷川敬太（現：長谷川敬タ）[4]

## スタッフ・クレジット
- 原作 - 堀井雄二
- オリジナルキャラクターデザイン - 鳥山明
- 音楽 - すぎやまこういち
- 演出 - 金谷かほり
- ステージデザイン - レイ・ウィンクラー（Stufish Entertainment Architects）
- 映像およびプロジェクションデザイン - Bart Kresa Studio
- 映像演出 - 水崎淳平、福永誠二
- 照明デザイン - 松村忠
- 衣裳デザイン - 有村淳（宝塚歌劇団）
- 造形 - 村瀬文継（ツエニー）
- ヘアメイクかつらデザイン - 松本慎也（Cocololo）
- Staging / Fighting Choreographer - 藤榮史哉（Entertainment Of All）
- 振付 - 樋田武士、山下健二郎（三代目 J Soul Brothers）
- スクリプト - 毛利亘宏
- キッズダンサーコーディネート - 木島康、成雄大
- マーチングバンドコーディネート - 田中久仁明
- キャスティング - 小正あをい
- 舞台監督 - 南谷成功、神成敏之（ボートマン）
- 製作管理 - 木下雅、長橋達雄、柳谷英勝
- 音楽演出（アレンジ曲） - 栗田信生、萩森英明
- 演出制作進行 - 大関亜希子、山本真久（ネルケプランニング）
- 制作協力 - 山中昭人（ALC）
- 技術統括 - 田中孝昭（PRG）
- 企画・監修 - 谷澤伸幸（ドラゴンクエスト30周年実行委員会）
- 企画協力 - 三宅有、岩城史和、後藤美名子、岡本北斗、伊能昭夫、斉藤征彦
- 全体監修 - 市村龍太郎（スクウェア・エニックス）
- 制作 - 五十嵐寿（ネルケプランニング）
- プロデューサー - 依田謙一（日本テレビ）
- 主催 - ドラゴンクエスト ライブスペクタクルツアー製作委員会（日本テレビ、中京テレビ、読売テレビ、福岡放送、DNDP、電通、ドワンゴ、イープラス、ぴあ、ローソンチケット、BS日テレ、ディスクガレージ、読売新聞社、第一通信社、TOKYO MX
- 開催各地幹事局 - さいたま・横浜公演=日本テレビ　名古屋公演＝中京テレビ　大阪公演＝読売テレビ　福岡公演＝福岡放送
- 共同主催 - 横浜公演＝tvk　福岡公演＝西日本新聞社
- 後援 - さいたま・横浜公演=TOKYO FM／FM NACK5　大阪公演＝FM802／FM COCOLO　福岡公演＝長崎国際テレビ／熊本県民テレビ／テレビ大分／山口放送
- 運営協力：さいたま公演=さいたまスーパーアリーナ
- 運営：プロマックス／ディスクガレージ／サンデーフォークプロモーション／ミューベンツ・ジャパン／キョードー西日本
- 企画・制作：日本テレビ